# Йога-сукшма-вьяяма
«Йога-сукшма-вьяяма» (англ. Yogic Sukshma Vyayama, IAST: Yaugik sūkṣma vyāyāma) — посвящена важным практикам хатха-йоги. Первая книга йогина Дхирендра Брахмачари. Одна из первых книг по йоге выпущенная в СССР. Книга впервые напечатана в столице Бенгалии — Калькутте, на языке хинди, в 1956 году.

## Содержание
В книге представлены четыре тренировочных комплекса:
1. Йога-Сукшма-Вьяяма — последовательность физических и дыхательных упражнений (асаны, пранаямы, мудры, бандхи, крийи), оказывающая очень сильное воздействие непосредственно на энергетическое тело, а также на все слои энергетической структуры, энергетические центры, железы, органы и всё органическое тело практикующего[источник не указан 1595 дней] (сукшма — означает тонкое, в данном контексте — тонкое тело — энергетическая компонента человеческого существа);
2. Йога-Стхула-Вьяяма — последовательность упражнений, идущая как дополнение к последовательности Йога-Сукшма-Вьяяма, и оказывающая более мощное воздействие[источник не указан 1595 дней] непосредственно на органическое тело (стхула — означает грубое, в данном контексте — грубое тело — органическая компонента человеческого существа);
3. Набхи-Чакра — практика восстановления естественного местоположения и естественного функционирования пупочного центра[неизвестный термин];
4. Шат-карма — практика шести очистительных процедур (шат — означает шесть, карма — означает действие), это: дхаути, басти, нети, наули, тратака и бхастрика, здесь же дается техника Шанкха-Пракшалана — техника очищения полностью всего пищеварительного пути от рта до ануса[источник не указан 1595 дней];